# Брудзави
Брудзави (пол. Brudzawy, нім. Brausen) — село в Польщі, у гміні Боброво Бродницького повіту Куявсько-Поморського воєводства.
Населення — 310 осіб (2011).
У 1975-1998 роках село належало до Торунського воєводства.

## Демографія
Демографічна структура станом на 31 березня 2011 року:
|          | Загалом | Допрацездатний вік | Працездатний вік | Постпрацездатний вік |
| -------- | ------- | ------------------ | ---------------- | -------------------- |
| Чоловіки | 165     | 42                 | 111              | 12                   |
| Жінки    | 145     | 33                 | 80               | 32                   |
| Разом    | 310     | 75                 | 191              | 44                   |